# Жалобна рапсодія пам'яті Бема

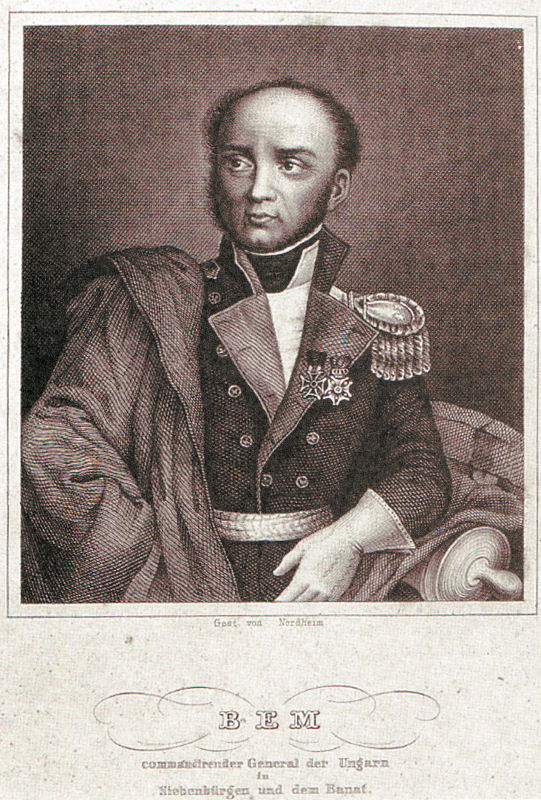
Генерал Юзеф Бем як головнокомандуючий угорською армією

Жалобна рапсодія пам'яті Бема (пол. Bema pamięci żałobny rapsod) — вірш Ципріана Каміля Норвіда 1851 року, присвячений польському генералу Юзефу Бему, який помер роком раніше.
Девізом твору є слова присяги, зробленої карфагенським лідером Ганнібалом: пол. Iusiurandum patri datum usque ad hanc diem ita servavi («Я до цього дня дотримав свою присягу батькові»).
Поет стилізував похорон героя (за середньовічним, язичницьким та ранньослов'янським ритуалом) та міфологізацію постаті генерала Бема. Твір написаний польською 15- складним гексаметром, він має характер рапсодії, піднесеного твору, що сповіщає важливу подію або надзвичайного героя. Стиль — піднесений, динамічні зображення, метафори та персоніфікації підкреслюють символічне значення тексту.

## Музичні інтерпретації
Текст вірша використав польський співак Чеслав Немен в однойменній пісні з альбому Загадковий (Enigmatic). Твір також виконували польський рок-гурт Homo Twist (альбом Moniti Revan) та Роман Костжевський.